# Поздышев, Эрик Николаевич
 Эрик Николаевич Поздышев (1 сентября 1937, Красноярск, РСФСР, СССР — 23 марта 2025) — советский и российский инженер-энергетик, атомщик. В 1986—1987 годах директор Чернобыльской АЭС. Именно подпись Эрика Николаевича стоит в Акте приёмки в эксплуатацию объекта «Укрытие» над четвёртым энергоблоком ЧАЭС.

## Биография
В 1960 году окончил Ленинградский государственный университет по специальности «Физика».
С 1960 по 1971 годы работал на Горно-химическом комбинате (Красноярск-26), занимая должности: инженер, старший инженер, заместитель начальника смены, начальник смены.
С 1971 по 1979 годы — начальник смены реакторного цеха, заместитель начальника реакторного цеха Ленинградской АЭС.
С 1976 по 1979 годы — главный инженер по эксплуатации Курской АЭС.
С 1979 по 1986 годы — начальник технического отдела, заместитель начальника ВПО «Союзатомэнерго» Минэнерго СССР.
В 1986 году — директор Смоленской АЭС.
В 1986—1987 — директор Чернобыльской АЭС.
С 1987 по 1992 годы — начальник Главного диспетчерского управления, заместитель министра атомной энергетики.
В 1992—2011 — президент, вице-президент — генеральный инспектор, заместитель генерального директора — генерального инспектора ФГУП концерн «Росэнергоатом».
С июля 2011 года — советник генерального директора ОАО «Концерн Росэнергоатом» (в настоящее время АО «Концерн Росэнергоатом»).
Умер 23 марта 2025 года в возрасте 87 лет.

## Награды
- Орден Ленина.
- Орден «Знак Почёта».
- Орден Почёта (2010)[4].
- Медаль «За трудовую доблесть».
- Медаль «В память 850-летия Москвы».
- Государственная премия Российской Федерации в области науки и техники (2003)[5].
- Благодарность Президента Российской Федерации (1996)[6].
- Премия Правительства Российской Федерации в области науки и техники (2001)[7].
- Почётная грамота Правительства Российской Федерации (12 сентября 1997) — за большой личный вклад в развитие атомной энергетики и многолетний добросовестный труд[8].
- Почётная грамота Правительства Российской Федерации (2007)[9].
- Почётная грамота Минатома РФ.
- Орден преподобного Серафима Саровского II степени Русской православной церкви (2005)[10].
- Орден преподобного Сергия Радонежского I степени Русской православной церкви (2013)[11].
- Орден преподобного Серафима Саровского I степени Русской православной церкви (2017)[12].
- Ветеран атомной энергетики и промышленности.
- Заслуженный энергетик Российской Федерации (1995)[13].
- Медаль Концерна «Росэнергоатом» «За заслуги в повышении безопасности атомных станций».
- Медаль Концерна с золотой атрибутикой.